# Lorenzo Antonetti
Lorenzo Antonetti (Romagnano Sesia, Novara, 31 de julho de 1922 - Novara, 10 de abril de 2013) foi um cardeal italiano, presidente emérito da Administração do Patrimônio da Sé Apostólica e ex-delegado pontifício para a Basílica de São Francisco em Assis.